# The Quiet Ones
The Quiet Ones is een Britse horrorfilm uit 2014 onder regie van John Pogue. Het verhaal hiervan is losjes gebaseerd op het Phillip experiment, een parapsychologisch experiment dat in 1972 werd uitgevoerd in Toronto. De wereldpremière van The Quiet Ones vond plaats op 1 april 2014 in Londen.

## Verhaal
Joseph Coupland werkt anno 1974 als leraar aan de Universiteit van Oxford. Hij gelooft niet in paranormale krachten en denkt dat er een wetenschappelijke verklaring is voor voorvallen die hiervoor worden aangezien. Volgens zijn hypothese is een schijnbaar paranormale gebeurtenis een manifestatie van energie die al aanwezig was in het onderbewuste van de hiervoor verantwoordelijke persoon. Om dit te bewijzen wil hij een dergelijke gebeurtenis oproepen bij een proefpersoon en die vervolgens scheiden van de manifestatie, zoals een ziekte van een patiënt. Als blijkt dat de 'paranormale gave' van deze persoon daarmee verdwijnt, is dat het bewijs voor Couplands hypothese.
Coupland rekruteert studenten Kristina 'Kristi' Dalton en Harry Abrams om mee te werken aan zijn experiment en vraagt student Brian McNeil mee om alles vast te leggen op camera. Hij heeft de door een schijnbaar paranormale gave geteisterde Jane Harper bereid gevonden om vrijwillig mee te werken als proefpersoon. Zij gaat ernstig gebukt onder verschijnselen waarvoor een entiteit genaamd 'Evey' verantwoordelijk zou zijn. Evey is een meisje dat in Jane zou huizen en die alleen zij kan zien.
Omdat Oxford weigert om Couplands experiment te faciliteren, neemt hij Jane en zijn drie medewerkers mee naar een afgelegen huis om het daar voort te zetten. Hier wordt het Jane opzettelijk ongemakkelijk gemaakt. Dit om haar en haar onderbewuste aan te zetten de 'paranormale' energie te manifesteren, zodat die van Jane gescheiden kan worden, aldus Couplands hypothese. Dit leidt alleen tot zodanig ernstige gebeurtenissen dat Couplands studenten beginnen te vermoeden dat er toch meer aan de hand kan zijn dan wetenschappelijk verklaarbaar is. Coupland wil hier als enige niets van weten en dringt erop aan het experiment voort te zetten.
Wanneer Jane vanuit het niets een wond op haar zij krijgt in de vorm van een symbool, gaat Brian terug naar Oxford, met als smoes dat hij meer film moet halen. In werkelijkheid duikt hij de bibliotheek van de universiteit in. Hier ontdekt hij dat het symbool afkomstig is van een groep die duizenden jaren voor de Christelijke jaartelling een Soemeriaanse demon vereerde. Daarnaast blijkt dat er in de jaren vijftig van de twintigste eeuw een sekte bestond die een paranormaal meisje genaamd Evey Dwyer wilde gebruiken om dezelfde demon de wereld in te brengen. Het meisje en deze hele sekte kwamen om in een huis dat deze Evey in brand stak, aldus een oud nieuwsbericht.
Brian keert terug naar het huis en vertelt de anderen dat hij denkt dat Jane is bezeten door Evey Dwyer. Coupland wil hier niets van weten. Hij redeneert dat Jane de naam van Evey misschien ooit gehoord en opgeslagen heeft in haar onderbewuste. De drie studenten ontdekken in het huis film over een jongetje genaamd David Q, waarvan Coupland ze eerder andere beelden heeft laten zien. Ook hij kampte met een aanwezigheid die verschijnselen veroorzaakte en alleen hij kon zien. Uit de film blijkt dat het niemand lukte om David te helpen, waarna hij in een psychiatrisch ziekenhuis belandde en daar als volwassene doorgedraaid zelfmoord pleegde. In de laatste minuut van de film stapt Davids vader in beeld om afscheid te nemen van zijn zoon, die hij ondanks verwoede pogingen niet heeft kunnen helpen. Het is Coupland. Er ontstaat ruzie bij de deelnemers aan het experiment, omdat Coupland de ware reden voor zijn vastberadenheid voor de anderen heeft achtergehouden. Daarop verschijnt bij alle vijf de deelnemers aan het experiment dezelfde wond die Jane eerder kreeg.
Kristi en Harry willen het huis verlaten, maar een onzichtbare kracht doodt ze wanneer ze dat proberen. Naar aanleiding van Brians verhaal komen bij er bij Jane een aantal herinneringen boven vanuit haar onderbewustzijn. Ze herinnert zich de geschiedenis rond de sekte en het afgebrande huis. Evey Dwyer is daarin in werkelijkheid alleen niet omgekomen, maar onder een andere naam ondergebracht bij een pleeggezin. Er is geen Jane en geen meisje genaamd Evey dat 'in' haar huist; 'Jane' is Evey Dwyer. Jane valt Brian aan en probeert hem te wurgen. Haar stem verandert daarbij even in een andere dan de hare. Coupland redt Brian door Jane bewusteloos te slaan met een honkbalknuppel, maar slaat daarna ook Brian knock-out.
Wanneer Brian wakker wordt, is hij vastgebonden. Voor hem ligt Jane bewusteloos op een tafel. Coupland wil haar een injectie geven die haar hart stopt. Hij denkt dat de 'paranormale energie' zich daardoor van haar los zal maken, waarna hij haar wil reanimeren met een injectie adrenaline in het hart. Omdat hij heeft gezien dat Jane gevoelens voor Brian heeft, denkt hij dat diens aanwezigheid Janes wil om terug te keren vergroot. Nadat Coupland haar de eerste injectie toedient, worstelt Brian zich los en overmeestert hij Coupland. Hij reanimeert Jane door de adrenaline in haar hart te spuiten en haar hartmassage te geven. Jane komt bij en zet Brian de kamer uit met haar gave. Daarna vergrendelt ze de deur en steekt ze de kamer met haar en Coupland erin in brand. Brian ziet door een raam in de deur toe hoe Jane opgaat in de vlammen terwijl ze hem treurig aankijkt. Wanneer ze sterft, vliegt een humanoïde vorm door de vlammen op het raam waardoor Brian kijkt af.

### Epiloog
Onbewerkte camerabeelden vertonen Brian achter een tafel op het politiebureau. Een agent beschuldigt hem van het vermoorden van Coupland, Harry, Kristi en Jane. Brian lacht en vertelt dat alles wat er gebeurd is te zien is op de beelden in de camera die hij vasthoudt. Zijn verhoorder vertelt hem dat alles in het huis en daarmee ook de camerabeelden verloren zijn gegaan in de brand. Brian lacht en houdt zijn handen links naast zich. Ertussen verschijnt rook, zoals eerder bij Jane het geval was.

## Rolverdeling
- Jared Harris - Professor Joseph Coupland
- Sam Claflin - Brian McNeil
- Olivia Cooke - Jane Harper
- Erin Richards - Kristina Dalton
- Rory Fleck-Byrne - Harry Abrams

## Titelverklaring
- De titel The Quiet Ones ('de stillen') is een bijnaam die andere studenten op Oxford geven aan de groep die zich met het experiment bezighoudt. Dit omdat zij hier niets over loslaten aan mensen buiten de groep.

## Productie
De opnames van de film begonnen in juni 2012 en vonden plaats in onder meer Oxfordshire en Hertfordshire. De eerste trailer verscheen op 31 oktober 2013 op het internet. Lionsgate distribueerde de film in de Verenigde Staten en Verenigd Koninkrijk.